# Isoprocarb
Isoprocarb ist ein synthetisches Insektizid aus der Wirkstoffgruppe der Carbamate. Es wurde 1970 von der Firma Bayer eingeführt.

## Gewinnung und Darstellung
Isoprocarb kann durch die Reaktion von 2- Isopropylphenol mit Phosgen und Methylamin gewonnen werden.

## Wirkungsweise
Isoprocarb hat die gleiche Wirkungsweise wie alle Carbamat-Insektizide. Es hemmt das Enzym Acetylcholin-Esterase in den Synapsen des Nervensystems. Dies bewirkt, dass die Reizweiterleitung der Nerven nicht mehr funktioniert, was Lähmung bis hin zum Atemstillstand und zuletzt den Tod zur Folge hat.

## Einsatzgebiete
Isoprocarb kann gegen ein breites Spektrum an Insekten verwendet werden. So wird es zum Beispiel im Obst- und Gemüseanbau gegen Blattläuse und -wanzen, Zikaden, Käfer und Psylliden eingesetzt.

## Toxikologie
Isoprocarb wird von der World Health Organization als Klasse-II-Toxin (moderat gefährlich) eingestuft. Vergiftungen mit Isoprocarb können Symptome wie Muskelschwäche, Schwindel, Müdigkeit, Übelkeit und Kopfschmerzen sowie Störungen des zentralen Nervensystems hervorrufen. In Studien mit Hühnern konnte festgestellt werden, dass Isoprocarb negative Veränderungen des Blutbildes verursacht sowie lebertoxisch ist.
Isoprocarb ist giftig für Bienen und Wasserorganismen und wird als umweltgefährdend eingestuft. Die Verbindung ist nicht sehr persistent in der Umwelt mit einer Halbwertszeit von 3 bis 20 Tagen.

## Analytik
Zum zuverlässigen Nachweis und zur Quantifizierung von Isoprocarb können flüssigchromatographischer Methoden verwendet werden. Die Identifizierung kann nach der chromatographischen Trennung mit einem Massenspektrometer erfolgen.

## Zulassung
Isoprocarb ist in der Europäischen Union nicht zugelassen. In allen Lebensmitteln beträgt die Rückstandshöchstmenge 0,01 mg/kg. In Kambodscha, Vietnam und auf den Philippinen ist es zugelassen.